# Alfonso Obregón
Alfonso Andrés Obregón (Portoviejo, 12 mei 1972) is een Ecuadoraanse voormalig profvoetballer, die speelde als middenvelder. Hij beëindigde zijn actieve loopbaan in 2009.

## Clubcarrière
Obregón, bijgenaamd El Tiki Tiki en El Eterno Capitan, begon zijn profcarrière bij Club Deportivo Espoli, maar behaalde zijn grootste successen in dienst van LDU Quito. Met die club won hij zesmaal de Ecuadoraanse landstitel.

## Interlandcarrière
Onder leiding van de Colombiaanse bondscoach Francisco Maturana maakte Obregón zijn debuut voor het Ecuadoraans voetbalelftal op 25 oktober 1995 in de vriendschappelijke wedstrijd tegen Bolivia (2-2) in Santa Cruz de la Sierra, net als Robert Macías en Wagner Rivera. Hij nam met zijn vaderland onder meer deel aan het WK voetbal 2002.
| Interlands van Alfonso Obregón voor Ecuador | Interlands van Alfonso Obregón voor Ecuador | Interlands van Alfonso Obregón voor Ecuador | Interlands van Alfonso Obregón voor Ecuador | Interlands van Alfonso Obregón voor Ecuador | Interlands van Alfonso Obregón voor Ecuador |
| №                                           | Datum                                       | Wedstrijd                                   | Uitslag                                     | Competitie                                  | Goals                                       |
| ------------------------------------------- | ------------------------------------------- | ------------------------------------------- | ------------------------------------------- | ------------------------------------------- | ------------------------------------------- |
| 1                                           | 25 Oct 1995                                 | Bolivia – Ecuador                           | 2–2                                         | Vriendschappelijk                           |                                             |
| 2                                           | 02 Feb 1996                                 | Venezuela – Ecuador                         | 0–1                                         | Vriendschappelijk                           |                                             |
| 3                                           | 11 Feb 1996                                 | Libanon – Ecuador                           | 1–0                                         | Vriendschappelijk                           |                                             |
| 4                                           | 16 Feb 1996                                 | Oman – Ecuador                              | 0–2                                         | Vriendschappelijk                           |                                             |
| 5                                           | 24 Apr 1996                                 | Ecuador – Peru                              | 4–1                                         | WK-kwalificatie                             |                                             |
| 6                                           | 02 Jun 1996                                 | Ecuador – Argentinië                        | 2–0                                         | WK-kwalificatie                             |                                             |
| 7                                           | 30 Jun 1996                                 | Ecuador – Armenië                           | 3–0                                         | Vriendschappelijk                           |                                             |
| 8                                           | 07 Jul 1996                                 | Chili – Ecuador                             | 4–1                                         | WK-kwalificatie                             |                                             |
| 9                                           | 16 Aug 1996                                 | Ecuador – Costa Rica                        | 1–1                                         | Vriendschappelijk                           |                                             |
| 10                                          | 01 Sep 1996                                 | Ecuador – Venezuela                         | 1–0                                         | WK-kwalificatie                             |                                             |
| 11                                          | 04 Oct 1996                                 | Ecuador – Jamaica                           | 2–1                                         | Vriendschappelijk                           |                                             |
| 12                                          | 09 Oct 1996                                 | Ecuador – Colombia                          | 0–1                                         | WK-kwalificatie                             |                                             |
| 13                                          | 29 Mar 2000                                 | Ecuador – Venezuela                         | 2–0                                         | WK-kwalificatie                             |                                             |
| 14                                          | 26 Apr 2000                                 | Brazilië – Ecuador                          | 3–2                                         | WK-kwalificatie                             |                                             |
| 15                                          | 25 Jun 2000                                 | Ecuador – Panama                            | 6–0                                         | Vriendschappelijk                           |                                             |
| 16                                          | 29 Jun 2000                                 | Ecuador – Peru                              | 2–1                                         | WK-kwalificatie                             |                                             |
| 17                                          | 19 Jul 2000                                 | Argentinië – Ecuador                        | 2–0                                         | WK-kwalificatie                             |                                             |
| 18                                          | 25 Jul 2000                                 | Ecuador – Colombia                          | 0–0                                         | WK-kwalificatie                             |                                             |
| 19                                          | 11 Aug 2000                                 | Ecuador – Panama                            | 0–0                                         | Vriendschappelijk                           |                                             |
| 20                                          | 16 Aug 2000                                 | Ecuador – Bolivia                           | 2–0                                         | WK-kwalificatie                             |                                             |
| 21                                          | 03 Sep 2000                                 | Uruguay – Ecuador                           | 4–0                                         | WK-kwalificatie                             |                                             |
| 22                                          | 20 Sep 2000                                 | Mexico – Ecuador                            | 2–0                                         | Vriendschappelijk                           |                                             |
| 23                                          | 08 Oct 2000                                 | Ecuador – Chili                             | 1–0                                         | WK-kwalificatie                             |                                             |
| 24                                          | 28 Mar 2001                                 | Ecuador – Brazilië                          | 1–0                                         | WK-kwalificatie                             |                                             |
| 25                                          | 02 Jun 2001                                 | Peru – Ecuador                              | 1–2                                         | WK-kwalificatie                             |                                             |
| 26                                          | 02 Jul 2001                                 | El Salvador – Ecuador                       | 0–1                                         | Vriendschappelijk                           |                                             |
| 27                                          | 07 Jul 2001                                 | Honduras – Ecuador                          | 1–0                                         | Vriendschappelijk                           |                                             |
| 28                                          | 11 Jul 2001                                 | Ecuador – Chili                             | 1–4                                         | Copa América                                |                                             |
| 29                                          | 14 Jul 2001                                 | Colombia – Ecuador                          | 1–0                                         | Copa América                                |                                             |
| 30                                          | 17 Jul 2001                                 | Ecuador – Venezuela                         | 4–0                                         | Copa América                                |                                             |
| 31                                          | 05 Sep 2001                                 | Colombia – Ecuador                          | 0–0                                         | WK-kwalificatie                             |                                             |
| 32                                          | 06 Oct 2001                                 | Bolivia – Ecuador                           | 1–5                                         | WK-kwalificatie                             |                                             |
| 33                                          | 07 Nov 2001                                 | Ecuador – Uruguay                           | 1–1                                         | WK-kwalificatie                             |                                             |
| 34                                          | 14 Nov 2001                                 | Chili – Ecuador                             | 0–0                                         | WK-kwalificatie                             |                                             |
| 35                                          | 20 Jan 2002                                 | Ecuador – Haïti                             | 0–2                                         | CONCACAF Gold Cup                           |                                             |
| 36                                          | 22 Jan 2002                                 | Canada – Ecuador                            | 0–2                                         | CONCACAF Gold Cup                           |                                             |
| 37                                          | 12 Feb 2002                                 | Turkije – Ecuador                           | 0–1                                         | Vriendschappelijk                           |                                             |
| 38                                          | 10 Mar 2002                                 | Verenigde Staten – Ecuador                  | 1–0                                         | Vriendschappelijk                           |                                             |
| 39                                          | 27 Mar 2002                                 | Ecuador – Bulgarije                         | 3–0                                         | Vriendschappelijk                           |                                             |
| 40                                          | 18 Apr 2002                                 | Zuid-Afrika – Ecuador                       | 0–0                                         | Vriendschappelijk                           |                                             |
| 41                                          | 08 May 2002                                 | Ecuador – Joegoslavië                       | 1–0                                         | Vriendschappelijk                           |                                             |
| 42                                          | 23 May 2002                                 | Ecuador – Senegal                           | 0–1                                         | Vriendschappelijk                           |                                             |
| 43                                          | 03 Jun 2002                                 | Italië – Ecuador                            | 2–0                                         | WK-eindronde                                |                                             |
| 44                                          | 09 Jun 2002                                 | Mexico – Ecuador                            | 2–1                                         | WK-eindronde                                |                                             |
| 45                                          | 13 Jun 2002                                 | Ecuador – Kroatië                           | 1–0                                         | WK-eindronde                                |                                             |
| 46                                          | 17 Oct 2002                                 | Costa Rica – Ecuador                        | 1–1                                         | Vriendschappelijk                           |                                             |
| 47                                          | 20 Oct 2002                                 | Venezuela – Ecuador                         | 2–0                                         | Vriendschappelijk                           |                                             |
| 48                                          | 12 Feb 2003                                 | Ecuador – Estland                           | 2–1                                         | Vriendschappelijk                           |                                             |
| 49                                          | 08 Jun 2003                                 | Colombia – Ecuador                          | 0–0                                         | Vriendschappelijk                           |                                             |
| 50                                          | 11 Jun 2003                                 | Ecuador – Peru                              | 2–2                                         | Vriendschappelijk                           |                                             |
| 51                                          | 21 Aug 2003                                 | Ecuador – Guatemala                         | 2–0                                         | Vriendschappelijk                           |                                             |
| 52                                          | 06 Sep 2003                                 | Ecuador – Venezuela                         | 2–0                                         | WK-kwalificatie                             |                                             |
| 53                                          | 10 Sep 2003                                 | Brazilië – Ecuador                          | 1–0                                         | WK-kwalificatie                             |                                             |
| 54                                          | 18 Nov 2003                                 | Ecuador – Peru                              | 0–0                                         | WK-kwalificatie                             |                                             |
| 55                                          | 30 Mar 2004                                 | Argentinië – Ecuador                        | 1–0                                         | WK-kwalificatie                             |                                             |
| 56                                          | 05 Jun 2004                                 | Ecuador – Bolivia                           | 3–2                                         | WK-kwalificatie                             |                                             |
| 57                                          | 07 Jul 2004                                 | Argentinië – Ecuador                        | 6–1                                         | Copa América                                |                                             |
| 58                                          | 10 Jul 2004                                 | Uruguay – Ecuador                           | 2–1                                         | Copa América                                |                                             |

## Erelijst
LDU Quito
- Campeonato Ecuatoriano

1998, 1999, 2002, 2003, 2005, 2007
- Copa Libertadores

2008
- Recopa Sudamericana

2009
- Copa Sudamericana

2009